# 1563
1563 (MDLXIII) a fost un an comun al calendarului iulian, care a început într-o zi de vineri.

## Evenimente
- 18 februarie: Franța este zguduită de atentatul asupra Ducelui de Guise, cel mai înfocat nobil catolic ostil toleranței față de protestanți. François de Guise atins de un glonț va muri șase zile mai târziu.
- 5 noiembrie: Se sfârșește domnia lui Despot Vodă (1561-1563).

## Nașteri
- 4 septembrie: Împăratul Wanli  (d. 1620)
- 2 ianuarie: John Dowland  (d. 1626)
- 8 noiembrie: Henric al II-lea, Duce de Lorena  (d. 1624)
- dată necunoscută: Mavro Orbini  (d. 1614)
- dată necunoscută: Andrei Báthory  (d. 1599)
- octombrie: Michel de Marillac politician francez (d. 1632)

## Decese
- 6 ianuarie: Giovanni Battista Castaldo, condotier și general italian (n. 1493)
- 24 februarie: François de Guise, militar și om de stat francez (n. 1519)